# Зніт несправжньочервонуватий
Зніт несправжньочервонуватий (Epilobium pseudorubescens) — вид трав'янистих рослин родини онагрові (Onagraceae), поширений у східній Європі й Сибіру.

## Опис
Пелюстки E. pseudorubescens білі на відміну від близького виду Epilobium adenocaulon у якого пелюстки рожеві. Крім того, E. pseudorubescens має світло-зелене листя з чітко вираженими черешками (замість темніших зелених листків з червоною пігментацією), а листова пластинка найширша в середній частині, тоді як у E. adenocaulon — ближче до основи листа. Відмінності між цими двома видами особливо помітні, коли вони зростають разом у межах однієї території. У 2012 році вид уперше був зареєстрований на території Польщі.

## Поширення
Поширений у східній Європі й Сибіру.